# Dadeldhura
Daadeldhura é uma cidade do Nepal.